# Estação Ploshchad Garina-Mikhailovskogo
Ploshchad Garina-Mikhailovskogo (em russo:  Площадь Гарина-Михайловского) é uma estação terminal da linha Dzerjinskaia (Linha 2) do Metro de Novosibirsk, na Rússia. Estação «Ploshchad Garina-Mikhailovskogo» está localizada após a estação «Sibirskaia».